# 台北雙星
台北雙星（英語：Taipei Twins），是位於臺灣臺北市中正區的兩座摩天大樓及複合性商業設施，屬於桃園機場捷運臺北車站特定專用區C1、D1用地的車站共構聯合開發的一部分。兩座建築之間將以空中平臺相互連通。該建築計劃於2028年竣工，2029年正式啟用，C1樓高280公尺，有53層，D1樓高360公尺，共有70層，將是臺北第二高樓，按建築物實際結構體計算將超越高雄85大樓（347.5公尺）成為台灣第二高樓，僅次於台北101（509公尺）。
其地上二樓到地下四樓之樓層最初於2008年由臺北市政府捷運工程局興建，地下三層樓為桃園機場捷運台北車站，並與臺北車站（臺鐵、高鐵、北捷）以及捷運北門站連通。

## 概要
該項目最初名為「台北雙子星」，後定名為「台北雙星」，作為臺北車站地區大型重建項目的一部分，於2005年提出，最初共有三家團隊參投標投票計畫，最終由日本建築師槙文彥與中華顧問工程團隊的設計獲得最優議約資格，槙提出了在佔地47公頃場地上設有地下機場地鐵，和由商業、辦公室和酒店功能組成的高層綜合體，兩層大樓將採以西高東低的設計方案，分別共86層及64層。先期工程於2006年9月25日開工，建築基座的機場捷運車站部分於2008年12月31日動工。建築原計劃於2014年完工，並於2007年底首次招標。
2012年10月28日，經四次流標後，台北雙子星的第五次招標由太極雙星公司得標。後經臺北雙子星弊案影響，時任市長郝龍斌於2014年決定廢標此次標案，改由臺北捷運局主導自建。2015年後，台北雙子星的建設計畫在柯文哲市長任內暫緩，並以執行西區門戶計畫區為優先。
2018年12月，在「臺灣桃園國際機場聯外捷運系統臺北車站特定專用區C1、D1（東半街廓）聯合開發區（捷）用地土地開發案」第六次招標甄選中，南海控股與馬來西亞馬頓公司合資的台灣南海發展股份有限公司投標被評為「最優申請人」，該提案由MVRDV與陳廷杰建築師事務設計所共同合作設計，其高層建築以積木的形式概念建造，每個積木前都將設置顯示器，用於播放「主要文化盛事、體育賽事和廣告」，將該區域打造成「台灣的時代廣場」。高層設計共為337公尺與280公尺，並預定設有購物中心、辦公室、電影院和兩家酒店；周遭區域將重新開發為大型公共廣場。

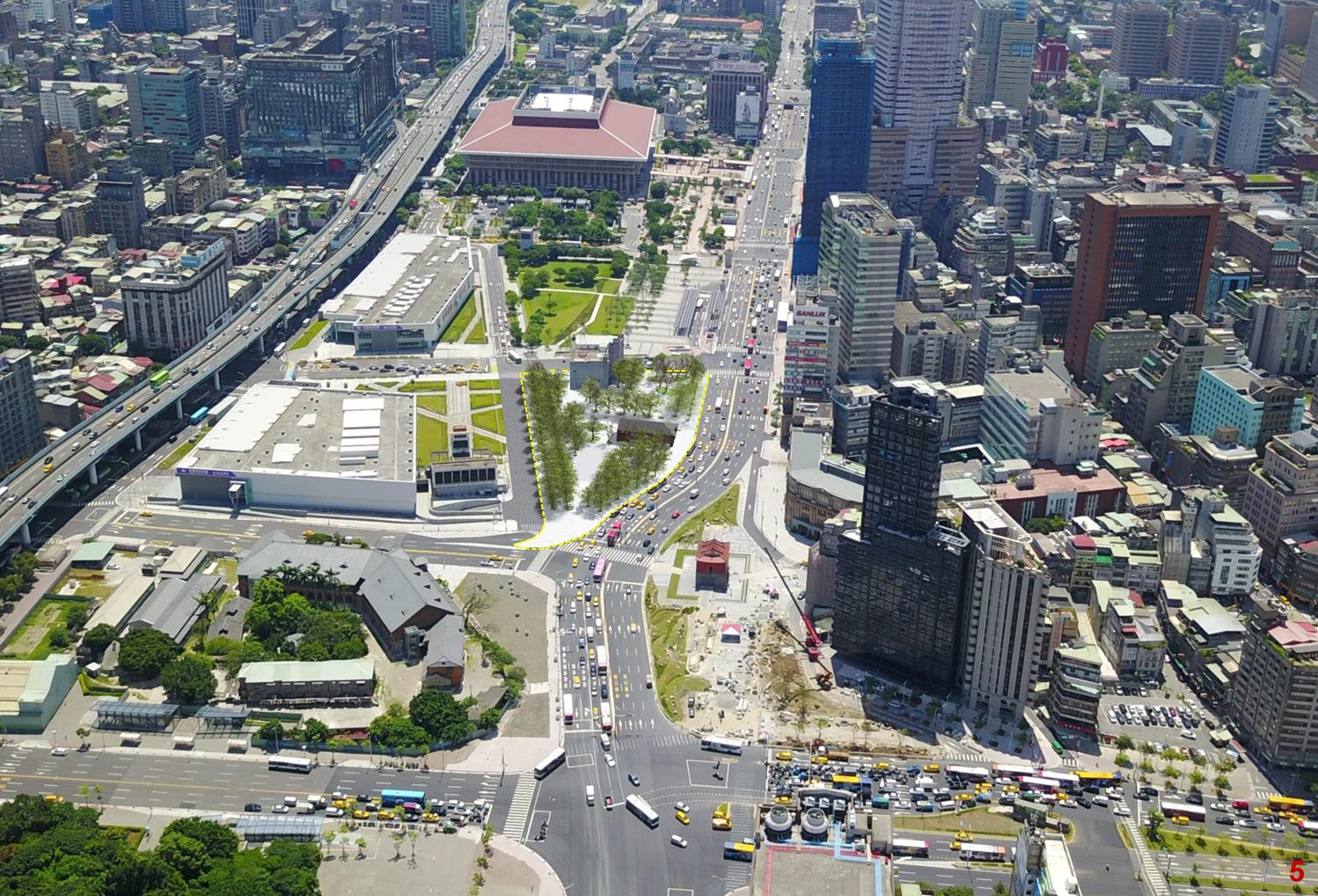
位於西區門戶計畫區中心區域的台北雙星開發基地，攝於2019年。

2019年6月26日，經濟部投審會認定南海控股存有國安疑慮，決議駁回申請台灣南海的投標地位。並於7月4日依據投審會決議，否准兩家公司申請。兩家公司隨後提請行政訴訟，後在2022年，臺北高等行政法院認為，經濟部根據投審會決議，拒絕兩家申請沒有問題，判兩家公司敗訴。
2019年12月，投標被授予次優申請人，即由藍天電腦與其商業不動產開發公司宏匯集團提議的設計，2019年11月5日，該者在取得聯合開發資格後成立「台北雙星股份有限公司」，於2019年12月17日與臺北市政府完成簽約儀式，台北雙星的設計由美國建築公司SOM建築設計事務所、三大聯合建築師事務所、永峻工程顧問等臺灣團隊合作設計，由中華工程、華熊營造、久年營造興建。興建開發基地座落於市民大道以南、以重慶北路分為東西兩側基地（C1、D1），並規劃C1地塊（重慶北路與市民大道路口東南側）大樓共53層，D1地塊（重慶北路與市民大道路口西南側）為70層複合式摩天大樓。
經在2022年3月16日通過環境影響差異分析，台北雙星股份有限公司於年3月31日向臺北市政府建管處申請建照，並於2022年7月26日取得D1建照，同年8月3日取得C1建照。2022年11月11日啟動新建典禮，正式宣告動工，於並於2023年11月14日舉行立柱典禮，全案預計最快2027年完工
2024年6月，臺北市政府都審會經審議後，首次變更台北雙塔的設計案，並調降建築物高度，包含包含C1大樓高度與樓層分別自289公尺降至280公尺、D1大樓從369公尺調整成360公尺，此次變更設計通過後，並不影響預定於2027年12月完工的期限，2029年開幕營運。2025年1月, 台北雙星與通力電梯舉行簽約記者會，通力表示，將在此項目中提供94台電梯，其中32台智慧雙層電梯為全台最多，以及62台辦公商用大樓電梯。其中18台智慧雙層電梯從1樓至68樓僅需34 秒，並有4台可直達頂層觀光層。
台北雙星完工後，360公尺的高度將超過信義區的台北天空塔（樓高280公尺），成為臺北的第二高樓。C1及D1的基地面積分別為13,078及18,515平方公尺，台北雙星2029年開幕營運。
2025年8月12日因燒損雜物及電線，燃燒面積約0.5平方公尺，依違反建築法開罰承造人1萬8000元，
2025年8月17日15時56分，台北雙星大樓16樓，再次火警，16時6分，工地人員10分鐘內自行撲滅，發現火警疑似是現場「高溫焊液」滴落造成，依違反建築法63條並依第89條規定，裁罰3萬元，且勒令停工。

## 外部連結
- 官方网站 （繁體中文） （页面存档备份，存于）
- YouTube上的台北雙星頻道